# ピリドキサール-4-デヒドロゲナーゼ
ピリドキサール-4-デヒドロゲナーゼ（pyridoxal 4-dehydrogenase）は、次の化学反応を触媒する酸化還元酵素である。
ピリドキサール + NAD+ {\displaystyle \rightleftharpoons } 4-ピリドキソラクトン + NADH + H+
すなわち、この酵素の基質はピリドキサールとNAD+、生成物は4-ピリドキソラクトンとNADHとH+である。
組織名はpyridoxal:NAD+ 4-oxidoreductaseで、別名にpyridoxal dehydrogenaseがある。